# Gagata melanopterus
Gagata melanopterus es una especie de peces de la familia Sisoridae en el orden de los Siluriformes.

## Morfología
Los machos pueden llegar alcanzar los 15,8 cm de longitud total.
Número de  vértebras: 39-41.

## Hábitat
Es un pez de agua dulce y de clima tropical.

## Distribución geográfica
Se encuentran en Asia:  cuencas de los ríos Irawadi, Sittang y  Salween en Birmania.